# Obesotoma tomiyaensis
Obesotoma tomiyaensis is een slakkensoort uit de familie van de Mangeliidae. De wetenschappelijke naam van de soort is voor het eerst geldig gepubliceerd in 1949 door Otuka.